# Rameau du littoral de la mer du Nord
 (mai 2024).

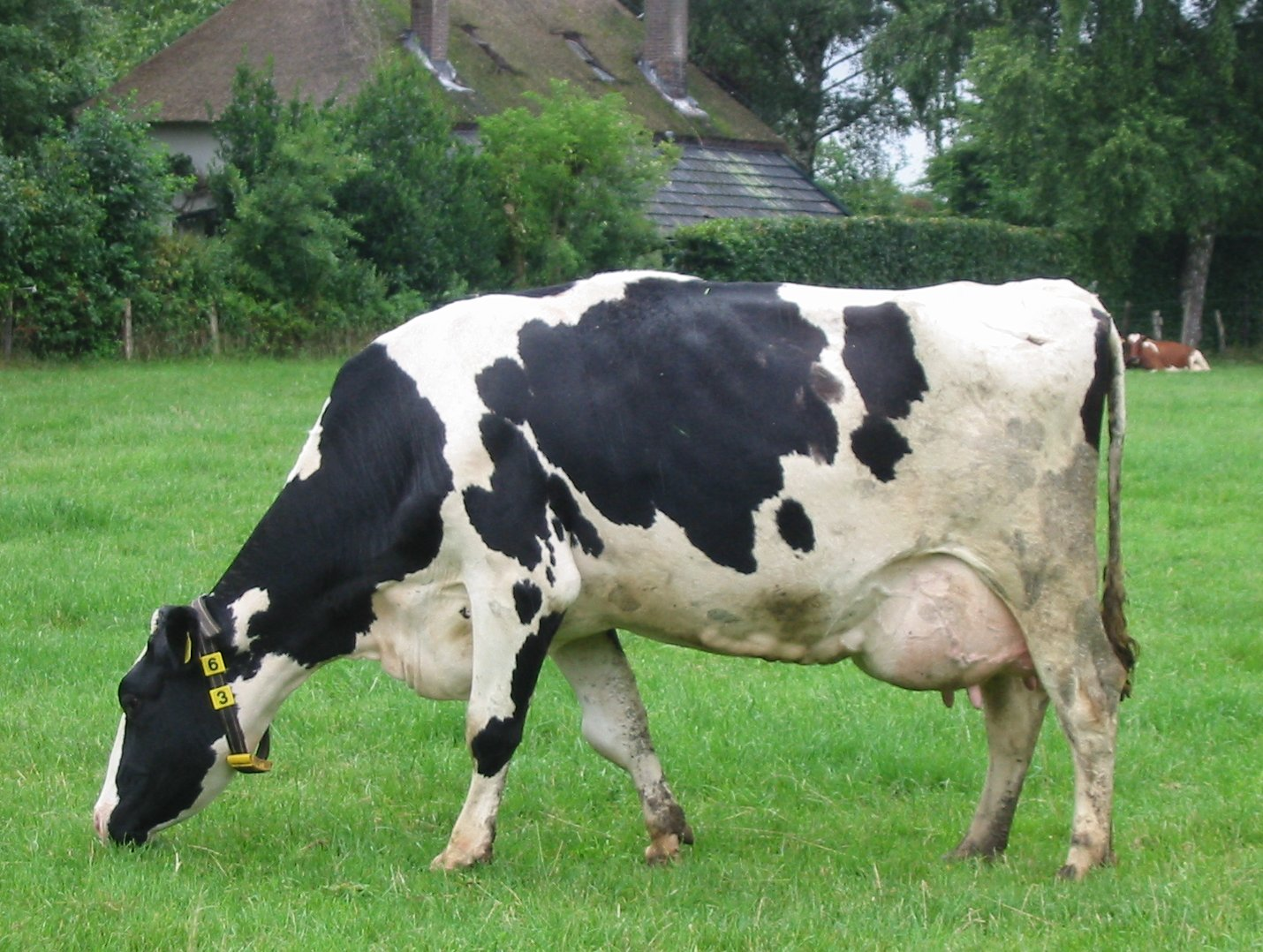
Holstein au pâturage.

Le rameau du littoral de la mer du Nord est le berceau d'une population bovine originale. Les races qui en sont issues présentent des caractères communs.
Philippe Dubois nomme ce rameau batave ou néerlandais, bien que la Frise s'étende des Pays-Bas au Danemark en passant par l'Allemagne. 

## Origine
Ce rameau provient des rivages de la mer du Nord, des Pays-Bas au Danemark. Il aurait été domestiqué par les peuples germaniques et les auraient suivi dans leurs migrations. Il a été introduit en Angleterre par les Angles et les Saxons. De ce pays, ils iront coloniser l'Amérique du Nord avec les vagues de migration. 
Issu d'une région d'Europe très peuplée dès le Moyen Âge, ce rameau comporte des races très efficaces, contribuant à donner le meilleur rendement possible sur des surfaces faibles mais aux pâturages riches. C'est le rameau bovin qui est le plus important, tant au niveau des effectifs que du nombre de races qu'il a contribué à améliorer.

## Caractères communs
Ce sont des races de grand format, au squelette fin, à robe pie (rouge, bleu ou noir) et aux cornes courtes. 
Leur élevage a conquis le monde entier par la qualité de ses individus sélectionnés à l'extrême. 
- Aptitude laitière très marquée : l'archétype est la pie noire qui a presque autant de nom que de pays qui l'élèvent. (nom international : la holstein)
- Aptitude à l’engraissement : l'archétype moderne en est la Hereford.
- Rentabilité maximum en élevage intensif.
- En bémol, ses capacités d'adaptation sont moindres : elles s’élèvent bien dans des territoires dont les caractéristiques se rapprochent des riches et grasses plaines herbeuses de leur terroir d'origine.

## Races apparentées

### répartition par famille
- Pie noire : holstein et ses synonymes : frisonne, holstein-friesian, Prim'Holstein... et red holstein, sa variante rouge.
- Pie rouge des plaines (pour la différencier de la pie rouge des montagnes): MRY, rotbunte, pie rouge belge, Pie rouge des plaines française…
- Type viande : Hereford, Shorthorn, blanc bleue.

### Répartition par origine
- Allemagne
  - Deutsches schwarzbunte Traduction de pie noire.
  - Deutsches rotbunte : Pie rouge d'Allemagne.
  - Deutsches Shorthorn : Introduction de la Shorthorn britannique.
- Pays-Bas
  - Frisonne
  - Groningue : Tête blanche de Groningue, au nord du pays.
  - Lakenvelder
  - MRY : Meuse Rhin Yssel
- Belgique
  - Blanc bleu
  - Pie rouge belge
  - Tirlemont
- Royaume-Uni
  - Hereford
  - Shorthorn
- France
  - Races issues directement de ce rameau
    - Bleue du Nord
    - Prim'Holstein
    - Pie rouge des plaines
    - Red holstein

  - Races améliorées ou créées par ce rameau en croisement avec d'autres races.
    - Armoricaine : apport de Durham sur la race bretonne Froment du Léon.
    - Bordelaise : apport de Prim'Holstein dans les années 50 à 70.
    - Normande : apport de Durham sur les races normandes autochtones au XIXe siècle.
    - Rouge des prés : croisement de races locales avec Durham au XIXe siècle.
- Amérique du Nord
  - Races issues directement de ce rameau
    - Holstein-fresian, devenue aujourd'hui Holstein
    - Shorthorn laitière, (milking shorthorn) ou à viande
    - Hereford

  - Races améliorées ou créées par ce rameau en croisement avec d'autres races.
    - De nombreuses races ont été créées, entre autres par croisement avec des zébus. Elles regroupent les qualités de croissance et de conformation de carcasse des shorthorn ou Hereford, avec la résistance à la chaleur et aux parasites des zébus.
    - Beefmaster Croisement de zébu Brahman, de Shorthorn et de Hereford
    - Braford Croisement de zébu Brahman et de Hereford.
- Australie
  - Australian Braford Croisement de zébu Brahman et de Hereford.
- Afrique du Sud
  - Africander résulte du croisement de Shorthorn et Hereford, avec Bonsmara, une race locale.

## Galerie de photos

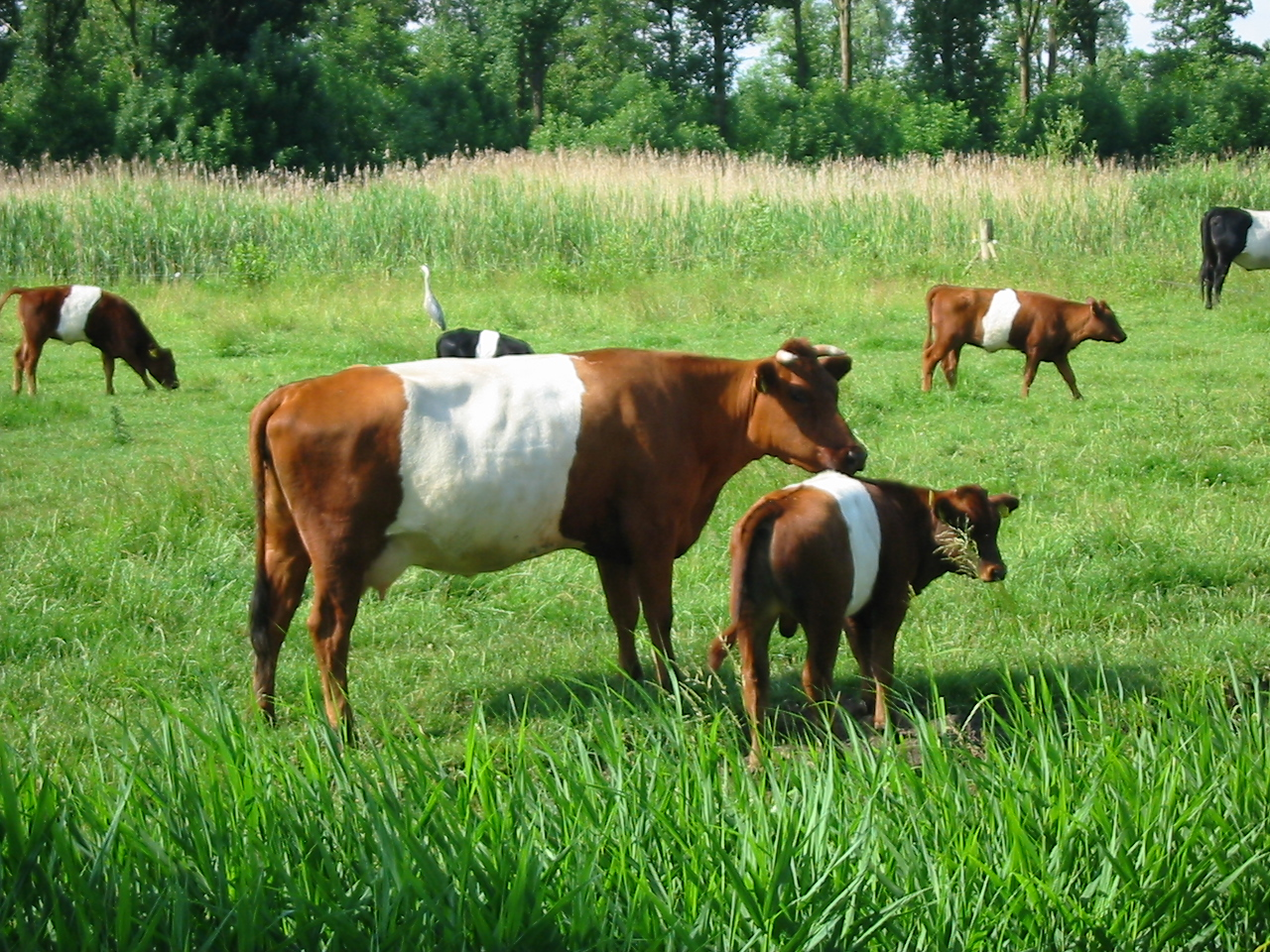
Spécimen de Lakenfelder
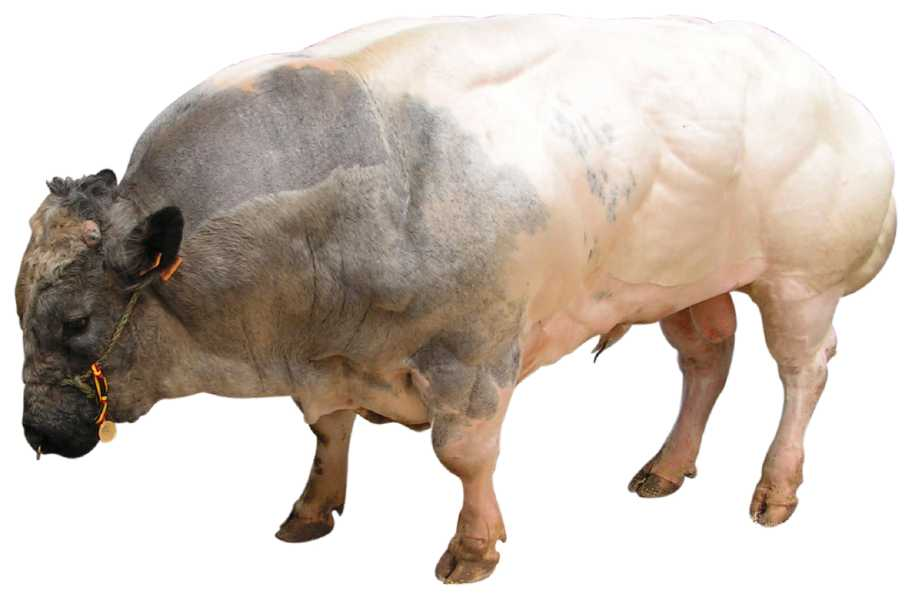
Blanc-bleu belge
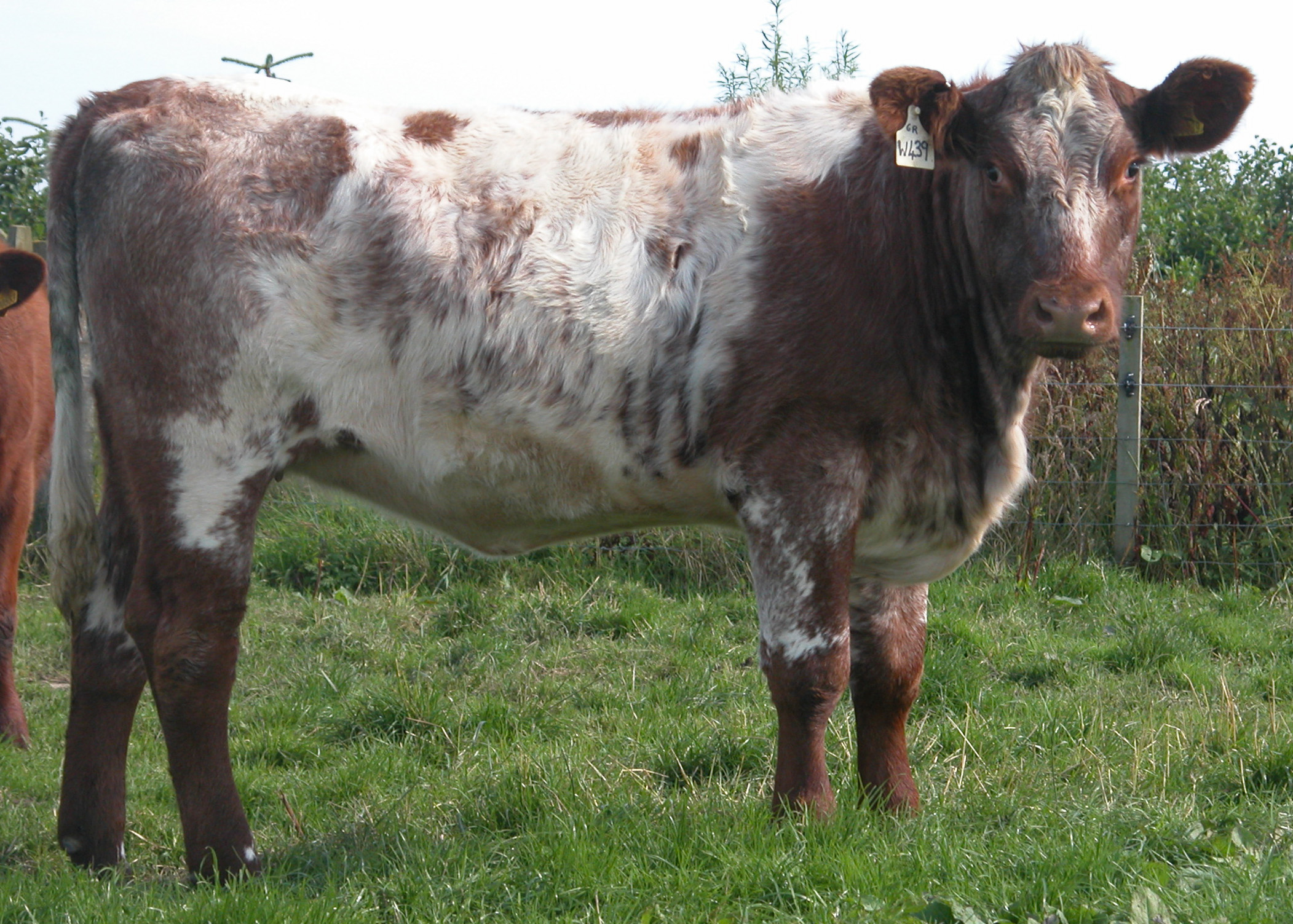
Shorthorn
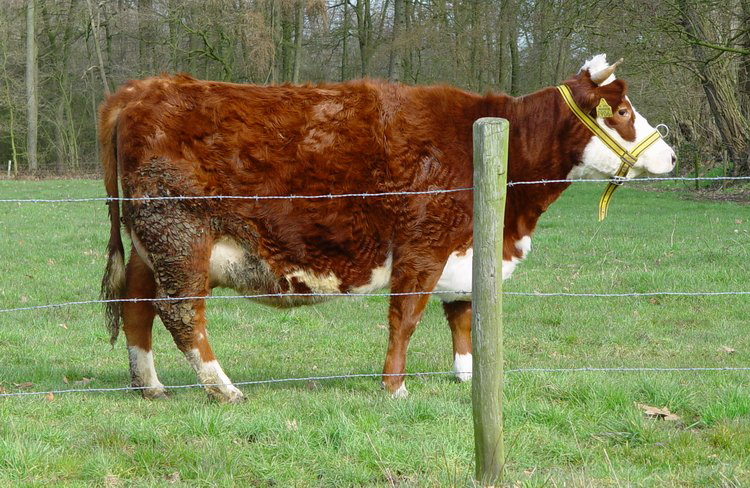
Groningue ou Blaarkop
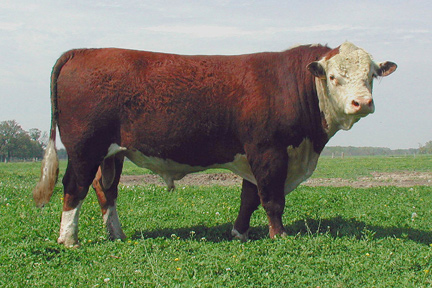
Taureau Hereford américain